# Argidia aufidia
Argidia aufidia är en fjärilsart som beskrevs av William Schaus 1912. Argidia aufidia ingår i släktet Argidia och familjen nattflyn. Inga underarter finns listade i Catalogue of Life.